# Наномінералогія
Наномінералогія (англ. nanomineralogy, нім. Nanomineralogie f) – новий напрям в сучасній мінералогії, що вивчає об'єкти нанорозмірного рівня (від декількох до 100 нм, інколи – до 1 мкм). Це, як правило, некристалографічні надмолекулярні форми – нитки, трубки, кулі, спіралі тощо. Механізм морфогенезу наноструктур уявляється на основі особливих форм кластерної організації речовини у пересичених середовищах – т. зв. кватаронів (А.М.Асхабов та ін., 1998). Нанокристали виникають внаслідок кватаронної агрегації і мають сферичну, ниткоподібну та іншу форму.
Наноструктури вуглецю, наприклад, представлені нанотрубками, сфероїдними каркасними структурами – фулеренами, а також барреленами. 